# 常州工学院
常州工学院（英語：Changzhou Institute of Technology），位于江苏省常州市，是江苏省教育厅主管的普通高等院校。学校拥有37个本科专业，涵盖工学、理学、文学、经济学、管理学、教育学六大学科门类。现有巫山路校区和辽河路校区两个校区。

## 学校简介
常州工学院位於中国江苏省常州市，是是一所拥有工、文、理、经济、管理、教育等学科门类、办学特点鲜明的应用型本科高校。常州工学院最早创建于1978年4月。学校现有15个二级学院和直属学部，设有37个本科专业。现有全日制学生近14000人，教职工1100余人。学校始终坚持面向基层、服务地方和培养高素质的具有创新精神和实践能力的应用型本科人才的定位，注重用先进的教育理念指导办学实践，走产、学、研结合培养应用型人才的新途径，着力提高学生的专业核心能力和就业竞争力，为社会输送应用型技术人才和管理人才。

## 历史
- 1978年4月，常州市七二一工业大学。
- 1979年11月，改名为常州市职工大学。

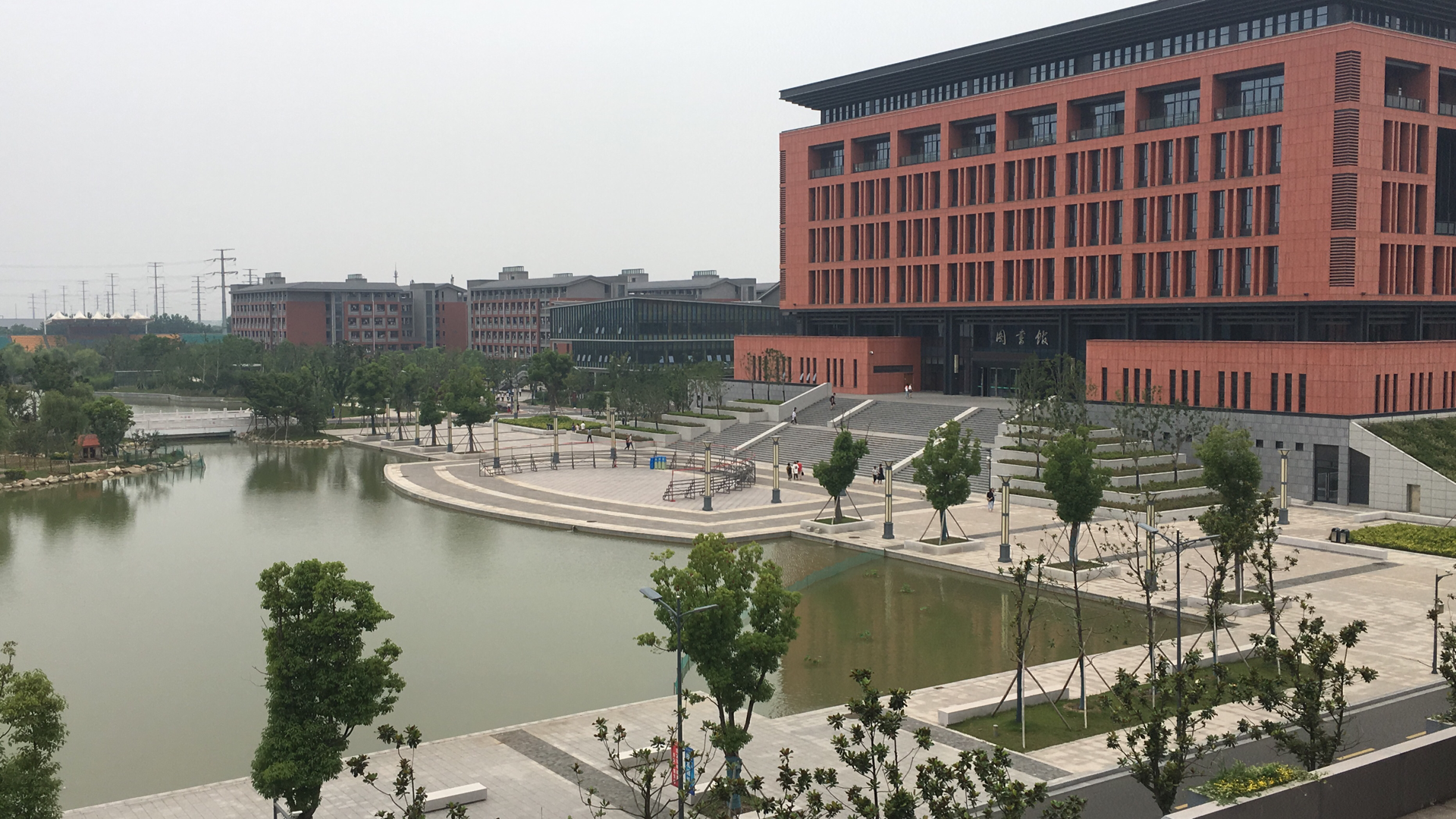
常州工学院辽河路校区图书馆

- 1980年11月，在原有基础上创建常州市职业大学。到1982年3月明确两所学校一套编制。
- 1982年12月31日，建立常州工业技术学院。
- 1999年，常州市轻工业职工大学并入常州工业技术学院。
- 2000年3月22日，常州工业技术学院、常州市机械冶金职工大学合并组建本科普通高等学校常州工学院。
- 2001年常州教育学院、常州师范、武进师范三所学校合并组建常州师范专科学校（筹）。[3]
- 2003年7月，常州师范专科学校（筹）并入常州工学院。[4]

## 院系设置
拥有15个二级学院和直属教学部，37个本科专业：
- 飞行学院
- 航空与机械工程学院
- 机电工程学院
- 电子信息与电气工程学院
- 计算机信息工程学院
- 土木建筑工程学院
- 光电工程学院
- 经济与管理学院
- 外国语学院
- 艺术与设计学院
- 人文社科学院
- 理学院
- 师范学院
- 延陵学院
- 成人教育学院
- 国际交流学院
- 质量工程学院
- 体育教学部
- 汽车工程学院

## 合作高校[6]

### 英国
- 东伦敦大学
- 赫特福德大学
- 埃塞克斯大学
- 贝尔法斯特女王大学
- 威尔士三一圣大卫大学

### 丹麦
VIA大学

### 法國
- 里尔中央理工大学

### 德国
- 科隆商学院（英语：CBS International Business School）
- 亚琛工业大学

### 美国
- 艾柏林基督大学（英语：Abilene Christian University）
- 中西州立大学（英语：Midwestern State University）
- 加州州立大学长滩分校
- 西北理工大学
- 中央华盛顿大学

### 加拿大
- 温莎大学

## 争议事件
- 2016年8月24日，有报道称常州工学院校方规定新校区禁止师生骑行电动车和自行车，校方称此举是“为了鼓励大家一起锻炼身体”。[7][8][9]
- 2016年8月28日，常州工学院向全体师生推送通知，因新建校区未完工推迟一个月开学。校方称新建的辽河路校区本应于7月全面完工，但因为春季持续降雨以及夏季持续高温导致工期延后。[10]由于临近开学时间，部分学生已经购买了来校的车票、火车票、飞机票，甚至少部分老生已提前抵达将旧校区的私人物品搬到新校区。而学校仅对受此次推迟开学的家庭经济困难同学进行了补偿，并未对其他的学生进行任何补偿，引发学生以及家长的热议。[11][12]
- 2016年10月17日，微博账户“头条常州”发布了一条信息，称有学生反映进出宿舍刷卡需要收费，随后又爆出洗澡费用近乎1分钟9.6元。经过调查后发现是学生误将洗澡费用当成了进出刷卡的费用，而“天价洗澡”是因为扣费系统存在延迟，导致显示的扣费时间并不准确，实际洗澡费用大约22秒0.08元。[13]